# Cinémathèque française
La Cinémathèque française est un organisme privé français (association loi de 1901) cofondé en 1936 par Henri Langlois, et situé depuis 2005 au 51, rue de Bercy, un bâtiment construit en 1994 par Frank Gehry, dans le 12e arrondissement de Paris, pour accueillir le Centre culturel américain (American Center). En France, elle est la deuxième plus ancienne cinémathèque après celle de Saint-Étienne qui a été créée en 1922.
Les missions de la Cinémathèque française sont la préservation, la restauration et la diffusion du patrimoine cinématographique. Avec plus de 40 000 films et des milliers de documents et d'objets liés au cinéma, elle constitue une des plus grandes bases de données mondiales sur le septième art.
La Cinémathèque française est équipée pour la projection des formats argentiques (70 mm, 35 mm et 16 mm) et du numérique.
Son financement est assuré par une subvention du Centre national du cinéma et de l'image animée, des recettes de mécénat et des ressources propres (abonnements, billetterie, librairie, locations commerciales).

## Histoire
| L'origine de la Cinémathèque remonte à 1935, lorsque Henri Langlois et Georges Franju qui, depuis des années, récupéraient et sauvaient de vieilles copies de films, créent un ciné-club intitulé le Cercle du cinéma « pour montrer et faire connaître les œuvres du passé ». | \| 1936 : 82 Rue de Courcelles 1948 : 7 Av de Messine 1959 : 29 rue d'Ulm 1972 : Palais de Chaillot 1980 : Beaubourg 1993 : Ciné République (envisagé) : American Center 2005 : 51 rue de Bercy \| |
| 1936 : 82 Rue de Courcelles 1948 : 7 Av de Messine 1959 : 29 rue d'Ulm 1972 : Palais de Chaillot 1980 : Beaubourg 1993 : Ciné République (envisagé) : American Center 2005 : 51 rue de Bercy                                                                                   | |

Ancien logotype.

Logotype depuis 2016, inspiré du panneau Hollywood.

L'année suivante, le 2 septembre 1936, avec le soutien moral et financier de Paul-Auguste Harlé, la Cinémathèque française est créée avec pour mission, sous la direction d'Henri Langlois, de conserver les films, de les restaurer, de les montrer et de donner aux générations nouvelles un enseignement cinématographique. En plus des films, la Cinémathèque se met à collecter tout ce qui a trait au cinéma : caméras, affiches, publications, costumes et même décors de films.
En 1937, Henri Langlois se lie d'amitié avec Lotte H. Eisner, historienne du cinéma, qui a fui les persécutions nazies. Après la guerre, elle devient conservatrice en chef de la Cinémathèque française, fonction qu'elle occupe jusqu'à sa retraite en 1975.

Le 26 octobre 1948, une salle de projection de soixante places ainsi que le premier musée du cinéma d'Henri Langlois sont inaugurés sur trois étages au 7, avenue de Messine, dans le 8e arrondissement de Paris. C'est dans cette salle que se rencontrent notamment François Truffaut, Jean-Luc Godard, Jacques Rivette, Éric Rohmer, Jean Douchet, et Suzanne Schiffman.
Le 1er décembre 1955, la Cinémathèque déménage et s'installe dans une nouvelle salle (260 places) au 29, rue d'Ulm, dans le 5e arrondissement : cette salle Jules-Ferry réunit les cinéphiles parisiens découvrant, bien avant l'ère du cinéma à la demande, le patrimoine cinématographique mondial grâce à Henri Langlois qui projette sa collection au gré de ses humeurs, les films comme la série B américaine qui n'y passaient pas étant projetés dans le Nickel Odéon de Bertrand Tavernier. Le 5 juin 1963, la Cinémathèque s'installe dans la salle du palais de Chaillot grâce aux crédits alloués par André Malraux, ministre de la Culture, et devient liée aux pouvoirs publics.

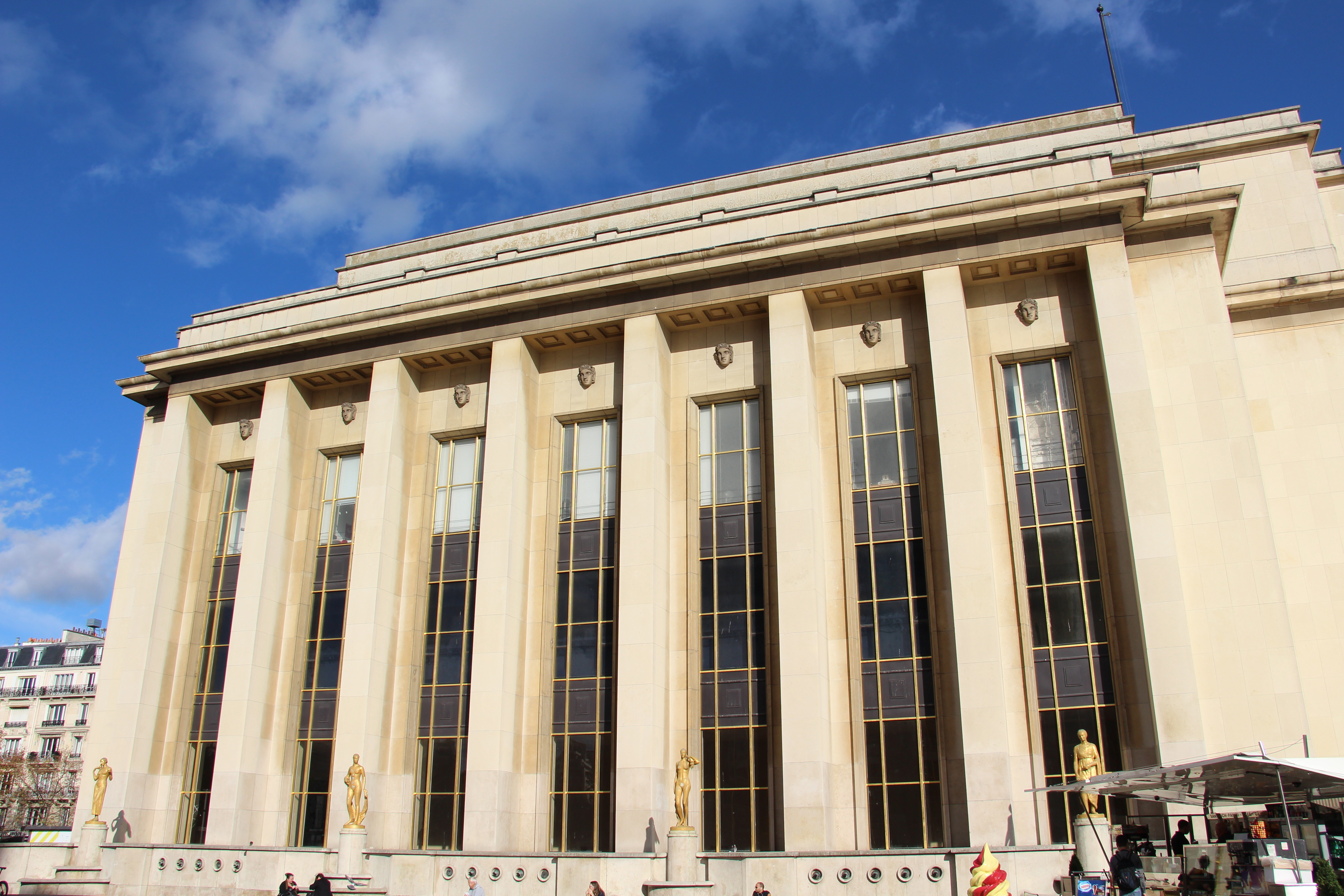
Palais de Chaillot.

En février 1968, sous la pression du ministère des Finances, Malraux exige des changements dans la gestion de la Cinémathèque française et renvoie Henri Langlois. Un comité de défense se constitue ; les cinéastes français (dont Abel Gance, François Truffaut, Alain Resnais, Georges Franju, Jean-Luc Godard, Chris Marker, Jacques Rivette, Alexandre Astruc, Claude Chabrol, Pierre Kast, Claude Berri, Jacques Doniol-Valcroze, Jean Eustache, André Cayatte, Éric Rohmer, Jean Rouch, Joris Ivens, Robert Bresson, les acteurs Jean-Pierre Léaud, Claude Jade, Françoise Rosay et Jean Marais) se mobilisent. Des cinéastes étrangers tels que Charlie Chaplin et Stanley Kubrick apportent leur soutien. Des manifestations de protestation sont organisées, et Henri Langlois est réintégré à la tête de la Cinémathèque le 22 avril,.
Le 14 juin 1972, le premier grand musée de cinéma est inauguré place du Trocadéro,,. Le 2 avril 1974, Henri Langlois reçoit un Oscar d'honneur, puis un César. Il meurt le 13 janvier 1977. 
Le 3 août 1980, des milliers de bobines de film sont anéanties par un incendie dans un des entrepôts utilisés par la Cinémathèque française sur plusieurs sites discrets en région parisienne et en Province, celui-ci au lieu-dit le Pontel, à Villiers-Saint-Frédéric, près de Rambouillet dans les Yvelines. Même s'il existait dans d'autres dépôts des copies et des négatifs de la plupart des films détruits, ce qui limite le préjudice pour le patrimoine, est alors à l'époque soulignée la nécessité pour la Cinémathèque de disposer de plus de moyens pour conserver ses collections dans des conditions satisfaisantes. 
La même année, on inaugure une salle de projection de la Cinémathèque française au Centre Pompidou. Le cinéaste Costa-Gavras est nommé président de la Cinémathèque en 1981. À partir de 1984 et jusqu'en 1996, Jack Lang, ministre de la Culture, lance le projet, repris par ses successeurs, d'installer une grande institution cinématographique au sein du palais de Tokyo, près du Trocadéro. La Cinémathèque est un temps transférée au palais de Tokyo. La Femis y est installée en 1988. Jean Saint-Geours devient président de la cinémathèque en 1991. De grandes rétrospectives sont alors organisées, permettant aux cinéphiles d'apprécier l'œuvre d'un cinéaste dans son intégralité : Ingmar Bergman, Ernst Lubitsch, Fritz Lang, Robert Bresson. S'y ajoutent des programmations thématiques telles que le western.
D'octobre 1993 à septembre 1997, la Cinémathèque française occupe partiellement la salle du cinéma République,, au 18 rue du Faubourg du Temple dans le 11e arrondissement, où sont notamment diffusées des œuvres de série B et série Z, en double programmation, dans le cadre du cycle permanent intitulé « Cinéma bis ».
Le 24 juillet 1997, un incendie embrase le toit du palais de Chaillot,. Les œuvres du musée du Cinéma (en),,, évacuées en une nuit, sont intactes mais la Cinémathèque française doit quitter Chaillot. La salle de projection est fermée pendant plus d'un an. Le 7 novembre de la même année, on inaugure la salle des Grands Boulevards. Dans cette dernière salle, la Cinémathèque explore des « territoires » cinématographiques nouveaux, avec des films « à la marge », comme les séries B.
Le 30 juin 1998, ayant décidé l'abandon du projet de réaménagement du palais de Tokyo, Catherine Trautmann, ministre de la Culture, annonce sa décision d'installer la « Maison du cinéma » dans l'ancien American Center construit en 1994 par Frank Gehry, au 51, rue de Bercy, en bordure du parc de Bercy dans le 12e arrondissement. En juin 2000, Jean-Charles Tacchella est élu à la présidence de la Cinémathèque. Le 29 octobre 2002, Jean-Jacques Aillagon, ministre de la Culture, annonce que la Cinémathèque française et la Bibliothèque du film (BiFi) seront les deux institutions qui cohabiteront, puis fusionneront, dans le bâtiment du 51, rue de Bercy sous l'appellation « Cinémathèque française ».
En 2003, le critique de cinéma Serge Toubiana présente son rapport « Toute la mémoire du monde » et devient directeur général de la Cinémathèque en avril, poste qu'il occupe jusqu'en décembre 2015. De septembre 2003 à juin 2007, le producteur et réalisateur Claude Berri est président de la Cinémathèque, succédant à Jean-Charles Tacchella.
Le 28 février 2005, les salles du palais de Chaillot et des Grands Boulevards sont fermées et le nouveau site de la Cinémathèque française, au 51 rue de Bercy, ouvre au public le 28 septembre.
Le 1er janvier 2007, la Cinémathèque française fusionne avec la BiFi. À partir de juin 2007, Claude Berri étant malade, elle est présidée par Costa-Gavras. En janvier 2016, le critique Frédéric Bonnaud succède à Serge Toubiana au poste de directeur général.

### Positionnements sur les violences sexuelles dans le cinéma
La venue de Roman Polanski le 30 octobre 2017 pour l'ouverture de la rétrospective qui lui était consacrée et le débat avec le réalisateur Sharunas Bartas le 19 janvier 2018 provoquent de vifs échanges,. 
En décembre 2024, l'absence d'un débat lors de la programmation du film Le Dernier tango à Paris suscite une intense controverse et l'annulation de la projection ,. En janvier 2025, devant la commission parlementaire sur les violences sexuelles, le président de la Cinémathèque française, Costa-Gavras, regrette de ne pas avoir contextualisé le film de Bernardo Bertolucci : « Le film aurait dû faire l'objet d'une présentation de séance très détaillée, car [il a eu] des conséquences graves, indiscutablement, sur la vie de Maria Schneider »,.

## Conseil d'administration
Actuel
- Président : Costa-Gavras
- Président d'honneur : Vacant
- Directeur général : Frédéric Bonnaud
- Vice-présidents : Jean-Paul Rappeneau, Olivier Assayas
- Trésorier : Bruno Blanckaert[25]
- Secrétaires : Nathalie Baye, Laurence Braunberger

(composition issue du Conseil d'administration du 4 juillet 2019)

### Présidents
- 1936 : Paul-Auguste Harlé
- 1944 : Jean Grémillon
- 1980 : Michel Guy
- 1982-1987 : Costa-Gavras
- 1987-1991 : Jean Rouch
- 1991-2000 : Jean Saint-Geours
- 2000-2003 : Jean-Charles Tacchella
- 2003-2007 : Claude Berri
- depuis 2007 : Costa-Gavras

## Collections

L'entrée de la Cinémathèque française.

La cinémathèque conserve, au 20 décembre 2015 :
- 40 000 films anciens et modernes ;
- 25 000 plaques de lanterne magique ;
- 2 100 costumes et accessoires ;
- 2 300 objets et éléments de décors ;
- environ 6 000 appareils et leurs accessoires (caméras, projecteurs, etc.), incluant depuis 1997 ceux du Centre national du cinéma, étudiés et gérés depuis 2008 par le Conservatoire des techniques de la cinémathèque, dont 4 376 figurent dans son catalogue en ligne[e] ;

Au sein de la Bibliothèque du film et de son iconothèque :
- 23 500 ouvrages ;
- 500 revues spécialisées ;
- 30 000 dossiers d'archives ;
- 6 000 brevets d'invention ;
- 12 000 films sur DVD, Blu-Ray ou VHS ;
- 500 000 photographies ;
- 65 000 photographies numérisées ;
- 23 000 affiches, numérisées ;
- 14 500 dessins, numérisés ;
- 870 dossiers de matériels publicitaires, numérisés ;
- 25 000 revues de presse, numérisées ;

600 pièces de ces collections sont présentées au musée du cinéma.

## Expositions
La cinémathèque est aussi connue pour accueillir des expositions sur des réalisateurs connus, en organisant des projections et conférences et en exposant les éléments importants de la carrière du cinéaste. Des films sont également mis à l'honneur.
- 2005-2006 : Renoir[26] (sur Auguste Renoir et son fils Jean)
- 2006 : Almodóvar[27]
- 2006-2014 : Métropolis de Fritz Lang[g]
- 2007-2008 : Sacha Guitry : une vie d'artiste[h]
- 2008 : Georges Méliès, magicien du cinéma[i]
- 2008-2009 : Dennis Hopper et le nouvel Hollywood[j]
- 2009 : Jacques Tati : deux temps, trois mouvements[28].
- 2010 : Tournages : Paris, Berlin, Hollywood - 1910-1939 : les photographes de plateau[k].
- 2011 : Stanley Kubrick[l]
- 2012 : Tim Burton[m]
- 2012-2013 : Les Enfants du paradis de Marcel Carné[n]
- 2013 : Le monde enchanté de Jacques Demy[o]
- 2013-2014 : Pasolini Roma[p]
- 2014 : Le Musée Imaginaire d'Henri Langlois[q]
- 2014-2015 : François Truffaut[r]
- 2015 : Michelangelo Antonioni[s]
- 2015-2016 : Martin Scorsese[t]
- 2016 : Gus Van Sant[u]
- 2016-2017 : De Georges Méliès à la 3D : la machine cinéma[v]
- 2017 : Mômes et Cie[w]
- 2017 : René Goscinny et le cinéma[x]
- 2017-2018 : Chris Marker, les 7 vies d'un cinéaste[y]
- 2018 : Il était une fois Sergio Leone[z]
- 2018-2019 : Quand Fellini rêvait de Picasso[aa]
- 2019-2020 : Vampires, de Dracula à Buffy[ab]
- 2020-2021 : Louis de Funès
- 2021-2022 : Carte blanche à Jean-Paul Gaultier
- 2022 : Romy Schneider
- 2022-2023 : Top secret : cinéma et espionnage
- 2023-2024 : Agnès Varda
- 2024-2025 : L'art de James Cameron
- 2025 : Wes Anderson

## Masterclass
Les rétrospectives sont souvent ponctuées de discussions, plus largement appelées masterclass, ayant lieu à l'issue des projections.
- 1er octobre 2022 : Sophie Marceau
- 7 octobre 2023 : Pascal Thomas
- 16 et 17 mars 2024 : Peter Weir
- 18 janvier 2025 : Éric Demarsan
- 8 mars 2025 : John McTiernan
- 9 mars 2025 : Susan Seidelman
- 22 mars 2025 : Wes Anderson
- 29 mars 2025 : Mike Leigh
- 5 avril 2025 : Darren Aronofsky

## Fréquentation
Le nombre de visiteurs de la Cinémathèque a sensiblement augmenté après son déménagement en 2005 : 440 000 la première année (saison 2005-2006)
En 2011, la Cinémathèque française a accueilli 518 000 visiteurs, ce qui constitue une hausse de 35 % par rapport à l'année 2010.
L'exposition consacrée au cinéaste Tim Burton organisée du 7 mars au 5 août 2012 a accueilli 350 000 visiteurs. C'est une fréquentation record pour une exposition organisée à la Cinémathèque.
En 2017, on note un rebond de fréquentation avec 380 000 entrées (+8 % par rapport à l'année précédente), un rajeunissement du public (22 % de moins de 26 ans) et un meilleur taux de remplissage (44 % contre 40 % en 2016).

## Dans la culture

### Au cinéma
En 1968, en pleine affaire de la Cinémathèque, François Truffaut introduit au début de Baisers volés un plan sur les grilles fermées de la salle du palais de Chaillot.
Le film de 2003 Innocents: The Dreamers, de Bernardo Bertolucci, s'ouvre sur la fermeture de la Cinémathèque en 1968 et l'affaire Langlois.
Celle-ci est également évoquée dans le court-métrage Cinéma (2019), de Jean-Max Causse.

### Dans la littérature
En 1978, dans Je me souviens, Georges Perec écrit : « Je me souviens de la Cinémathèque de l'avenue de Messine », où elle a été installée jusqu'en 1955.
En 2016, dans Une vie en liberté, Michel Mourlet raconte sa rencontre et ses démêlés avec Henri Langlois au début des années 1960.
La Cinémathèque française avec sa collection Georges Méliès sert de cadre à une bande dessinée de Bruno Bertin : Les Maîtres de la magie et de l'illusion I : Méliès (Éditions P'tit Louis, 2024).